# سابتاريشي
السابتاريشي أو الحكماء السبعة (بالسنسكريتية: सप्तर्षि)‏ هم الراؤون السبعة الذين ذكروا في الفيدا والكتب الهندوسية مثل السامهيتات التي تذكرهم بالأسماء، وهم بمثابة البطاركة الكبار أو الآباء في الدين الهندوسي.
في علم الفلك الهندي القديم، يُطلق على بنات نعش الكبرى (مكونة من سبعة نجوم تشكل جزءاً من كوكبة الدب الأكبر) اسم سابتاريشي، حيث تمثل النجوم السبعة الحكماء السبعة.

## أسماؤهم
قائمة بأسماء الريشات السبعة في عصر سويمبهو مانو [الإنجليزية] أو مانو الأول:
1. فاسيشت
2. آتري
3. أنجيرا
4. بلاها
5. بولاستيا
6. ريشي كراتو
7. ماريتشي